# Amtsbezirk Šveicarija

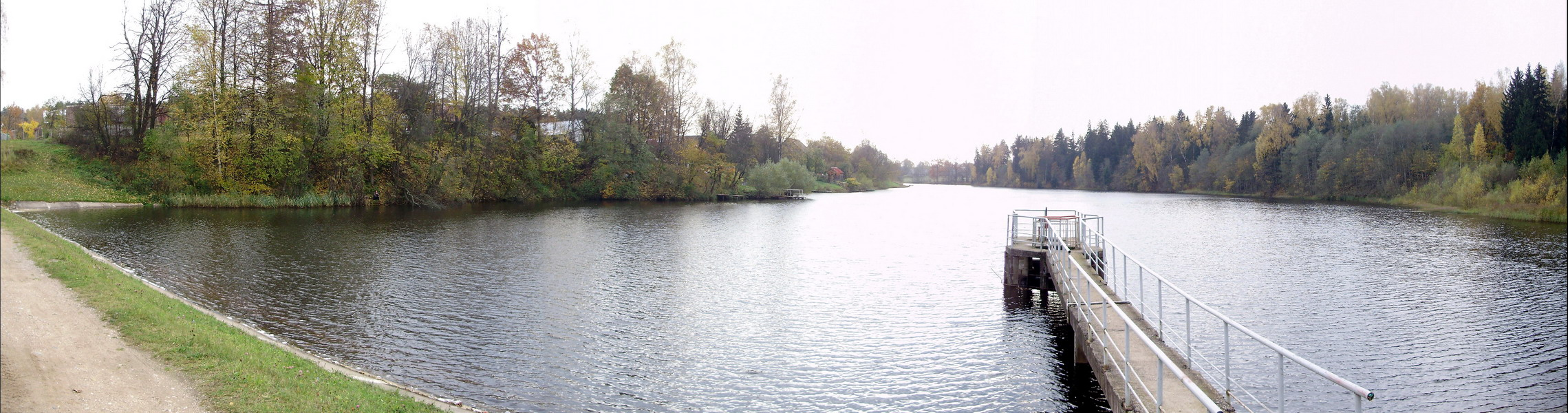
Stausee Šveicarija

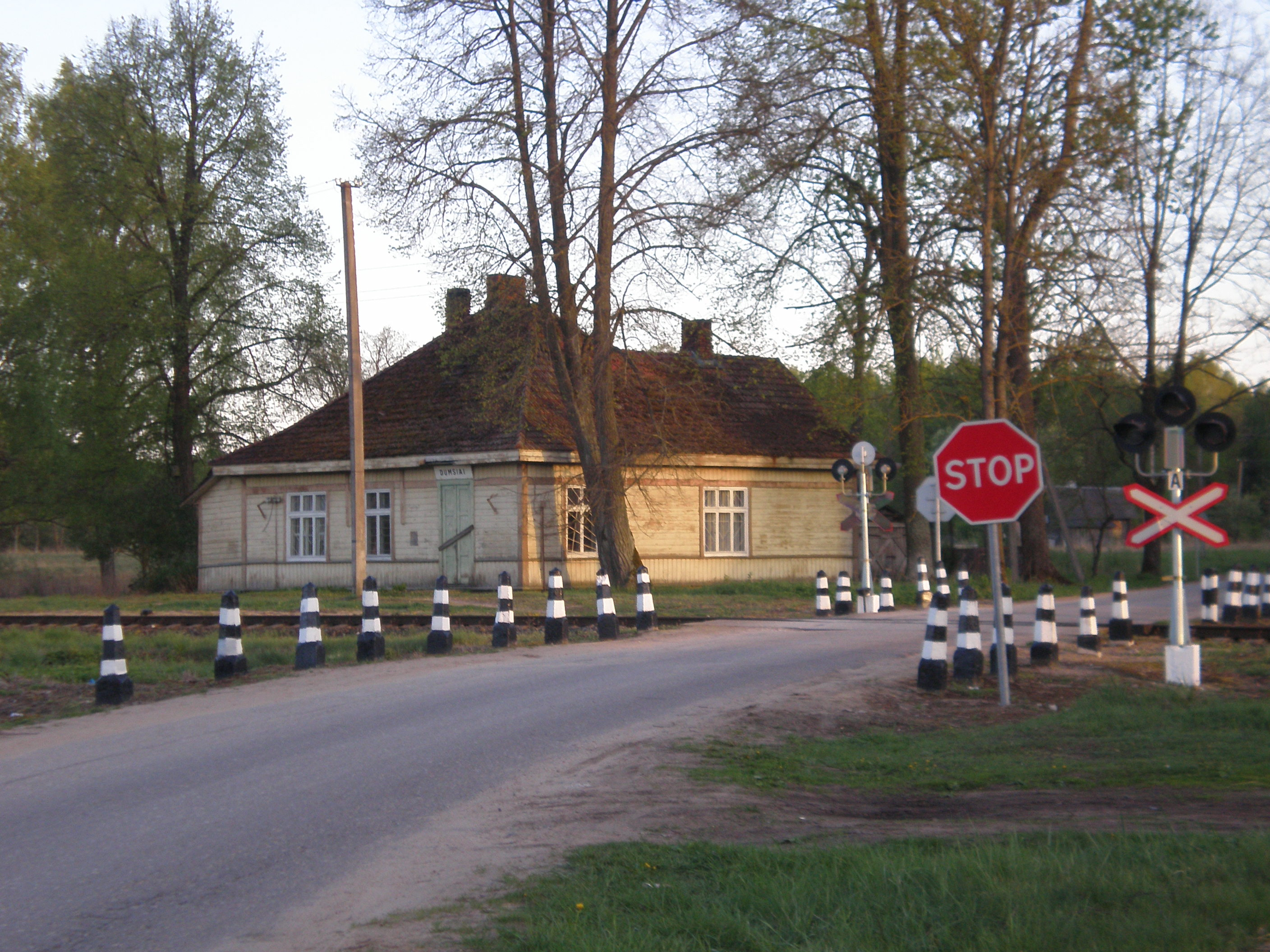
Bahnhof Dumsiai

Der Amtsbezirk Šveicarija (lit. Šveicarijos seniūnija) ist ein Amtsbezirk mit 2244 Einwohnern (2011) und 35 Dörfern in der Rajongemeinde Jonava, 5 km südöstlich von Jonava, 82 km² groß (Dichte: 22 Einw./km²). Das Zentrum ist Šveicarija (früher Dumsiai). Die neue Satzung des Amtsbezirks Šveicarija wurde 2017 bestätigt. Die vorherige Satzung des Amtsbezirks Dumsiai wurde am 27. Juli 2015 vom Verwaltungsdirektor der Rajongemeinde bestätigt.

## Unterbezirke
2009 wurden 5 Unterbezirke (seniūnaitija) gegründet:
- Barborlaukis (492 E.): Barborlaukis, Pavasario, Varpės, Lakštingalų, Barborlaukio, Tvenkinio, Miško, Pergalės, Šviesos g.
- Bartoniai (334 E.): Bartonių k., Salupių k., Šileikų k., Stašėnų k., Varpių k.
- Gaižiūnai (487 E.): Albertava, Bajoriškių k., Gaižiūnai, Gaižiūnų gst., Bulotų k., Kisieliškių k., Lukošiškių k., Meškonių k., Dumsių gst., Dumsiškių k., Dumsiai, Klimynė., Petrynė, Prapuolynė
- Gulbiniškiai (469 E.): Gulbiniškiai, Gumbiškių k., Pušynėlis, Ratušėlių k., Marinauka, Paryžius, Skarbinai, Stepanava, Šalūgiškių k., Bagdonava, Dirvaliai, Londonas, Naujatriobiai, Spanėnai
- Šveicarija (455 E.): Parko, Pušyno, Aleksandrynės, Beržų, Dzūkų, Aušros, Naujoji, Vilties, Gėlių, Vytauto, Maironio g.